# Imeneo

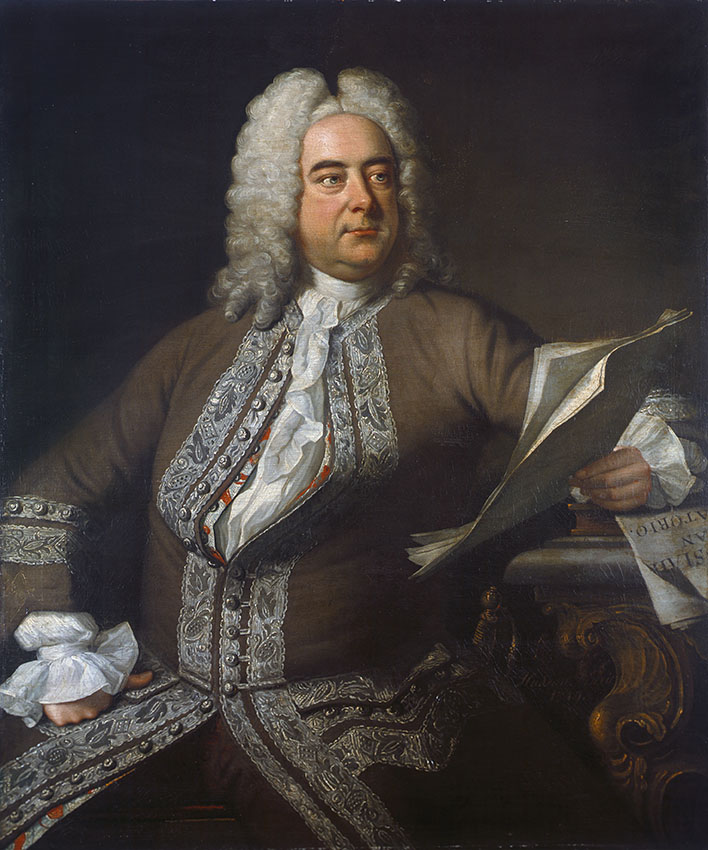
Georg Friedrich Haendel

Imeneo (HWV 41) est un opéra en trois actes de Georg Friedrich Haendel, créé à Londres le 22 novembre 1740. C'est l'avant dernier opéra du compositeur, avant Deidamia qui marque son adieu à la scène lyrique en italien.
Le livret est adapté de Silvio Stampiglia, par un librettiste non identifié.

## Rôles
| Rôle    | Tessiture             | Première, 22 novembre 1740         |
| ------- | --------------------- | ---------------------------------- |
| Imeneo  | basse                 | William Savage                     |
| Tirinto | mezzo-soprano castrat | Giovanni Battista Andreoni         |
| Rosmene | soprano               | Élisabeth Duparc ("La Francesina") |
| Clomiri | soprano               | Miss Edwards                       |
| Argenio | basse                 | Henry Reinhold                     |

## Discographie
- Imeneo - Ann Hallenberg, Johanna Stojkovic, Siri Karoline Thornhill, Kay Stiefermann, Lochy Chung - Capella Augustina, dir. Andreas Spering - 2 CD CPO (2003)